# Crustaceana
Crustaceana è una pubblicazione scientifica a revisione paritaria edito dalla Brill a con periodicità mensile. Fondata nel 1960, la rivista si occupa di carcinologia e comprende quindi pubblicazioni scientifiche di tassonomia, ecologia, anatomia, genetica, fisiologia, paleontologia, zoogeografia e biometria inerenti a ogni gruppo di crostacei, avendo essa lo scopo di trattare tutti gli argomenti relativi a questo subphylum di animali.
Indicizzata, tra gli altri, da BIOSIS, Web of Science, Scopus e Science Citation Index, Crustaceana, che nel 2023 aveva un fattore di impatto pari a 0,758, è disponibile sia in versione cartacea che digitale, inoltre, i numeri più vecchi di cinque anni sono disponibili anche su JSTOR.